# Manifattura della Savonnerie

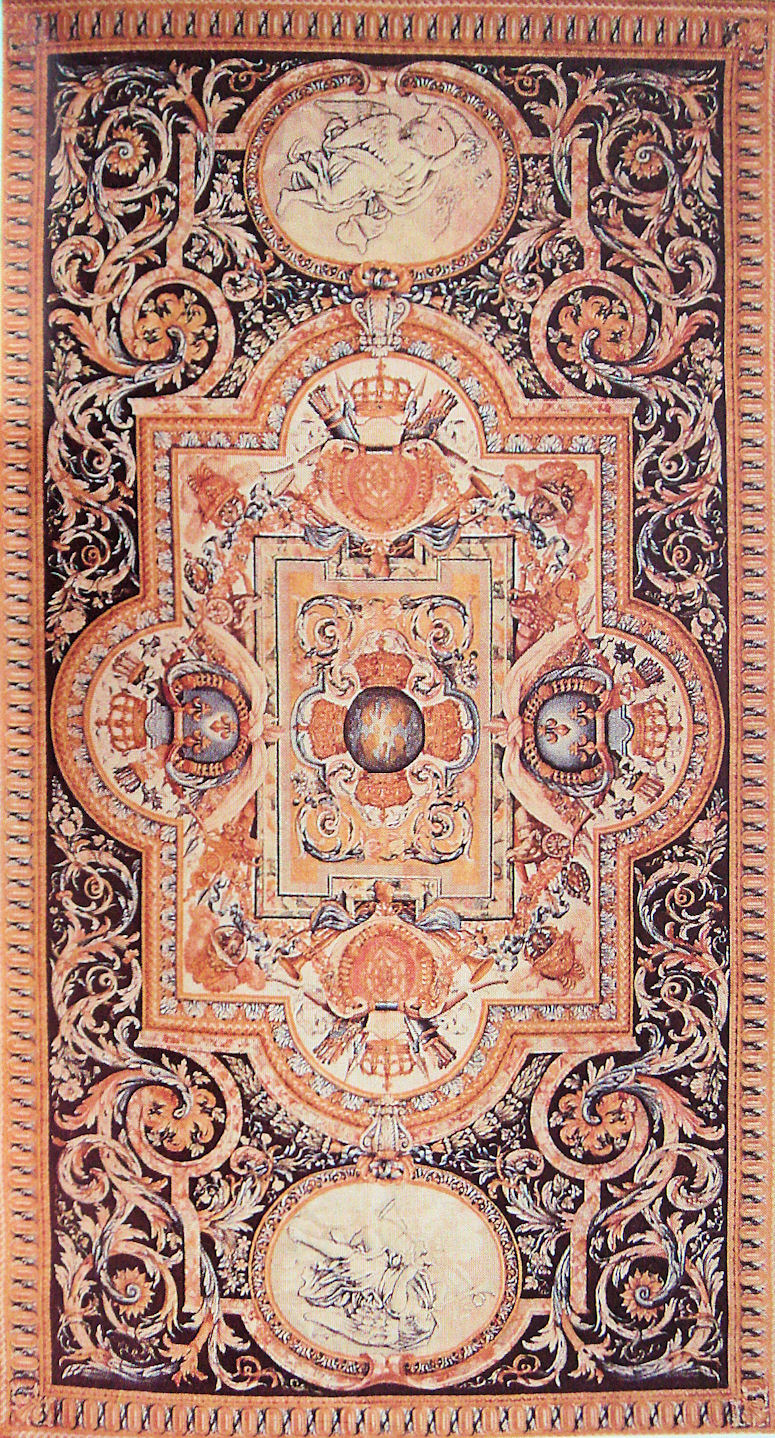
Tappeti di Savonnerie, sotto Luigi XIV, su disegni di Charles Le Brun, realizzati per la Grande Galerie del Louvre.

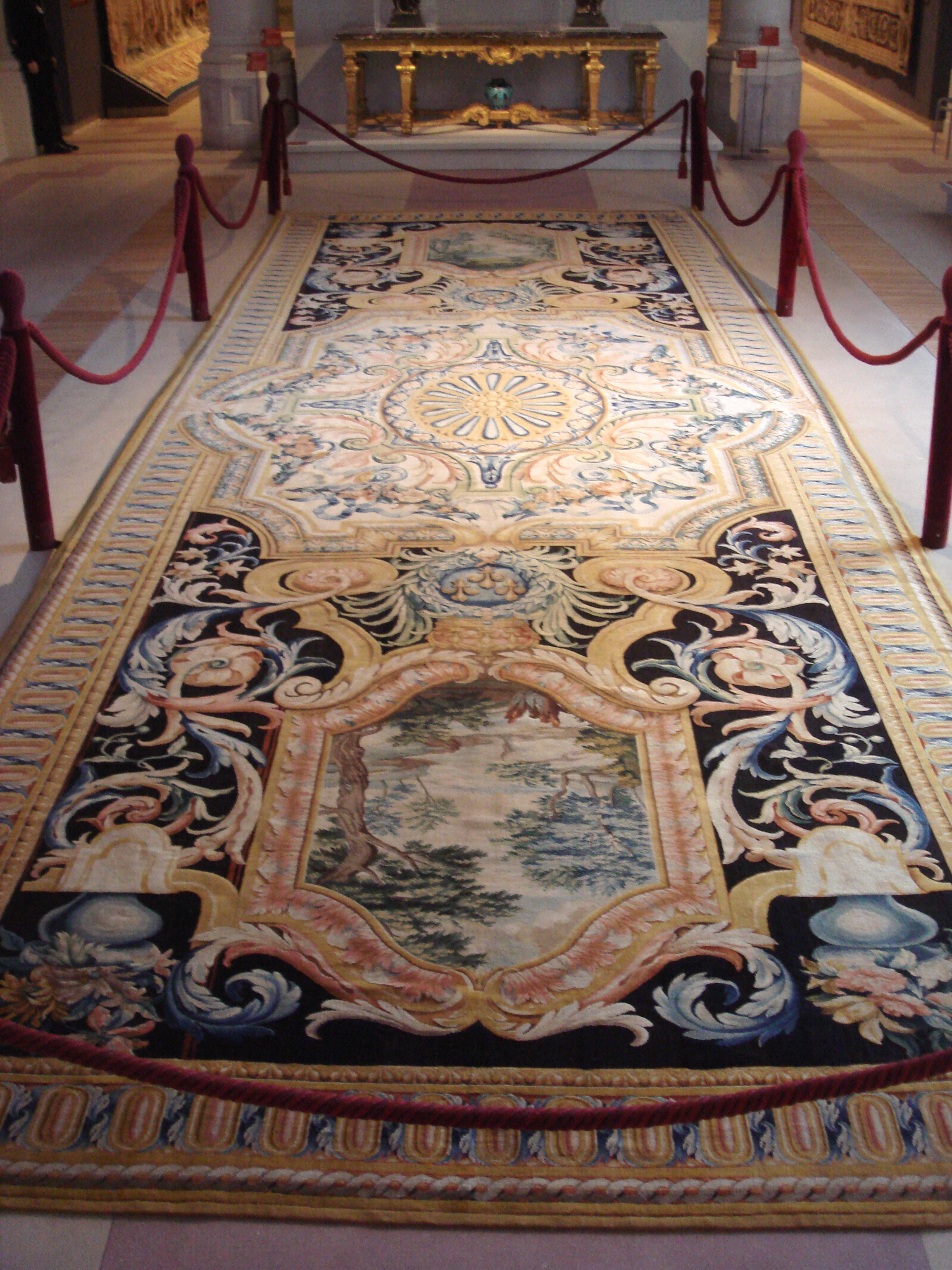
Grande Gallerie del Louvre, tappeto No69, realizzato nella manifatture di Savonnerie nel periodo 1670-1685. In mostra alla Manifattura dei Gobelins.

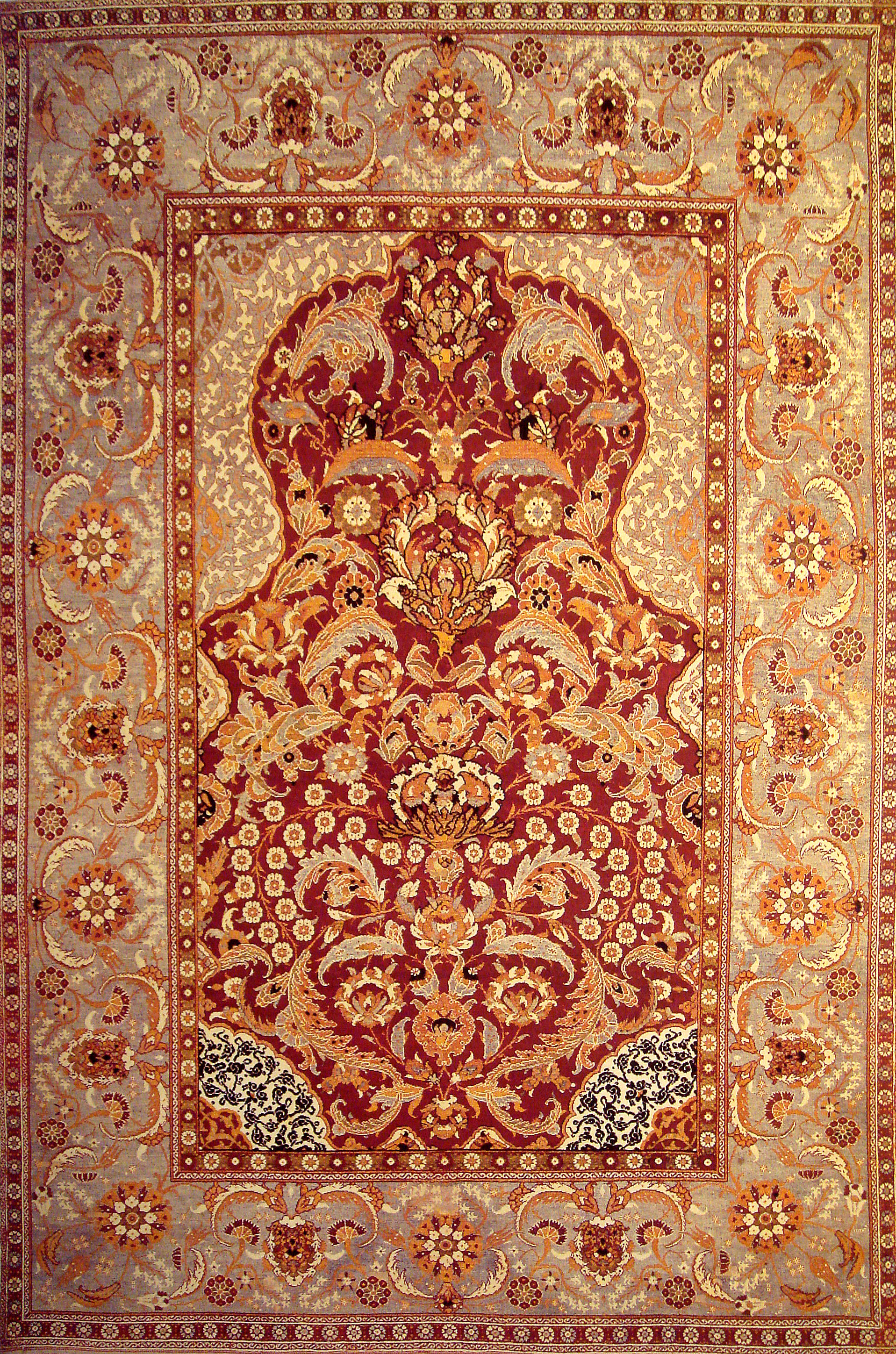
Tappeto della corte ottomana, tardo XVI secolo, Egitto o Turchia.

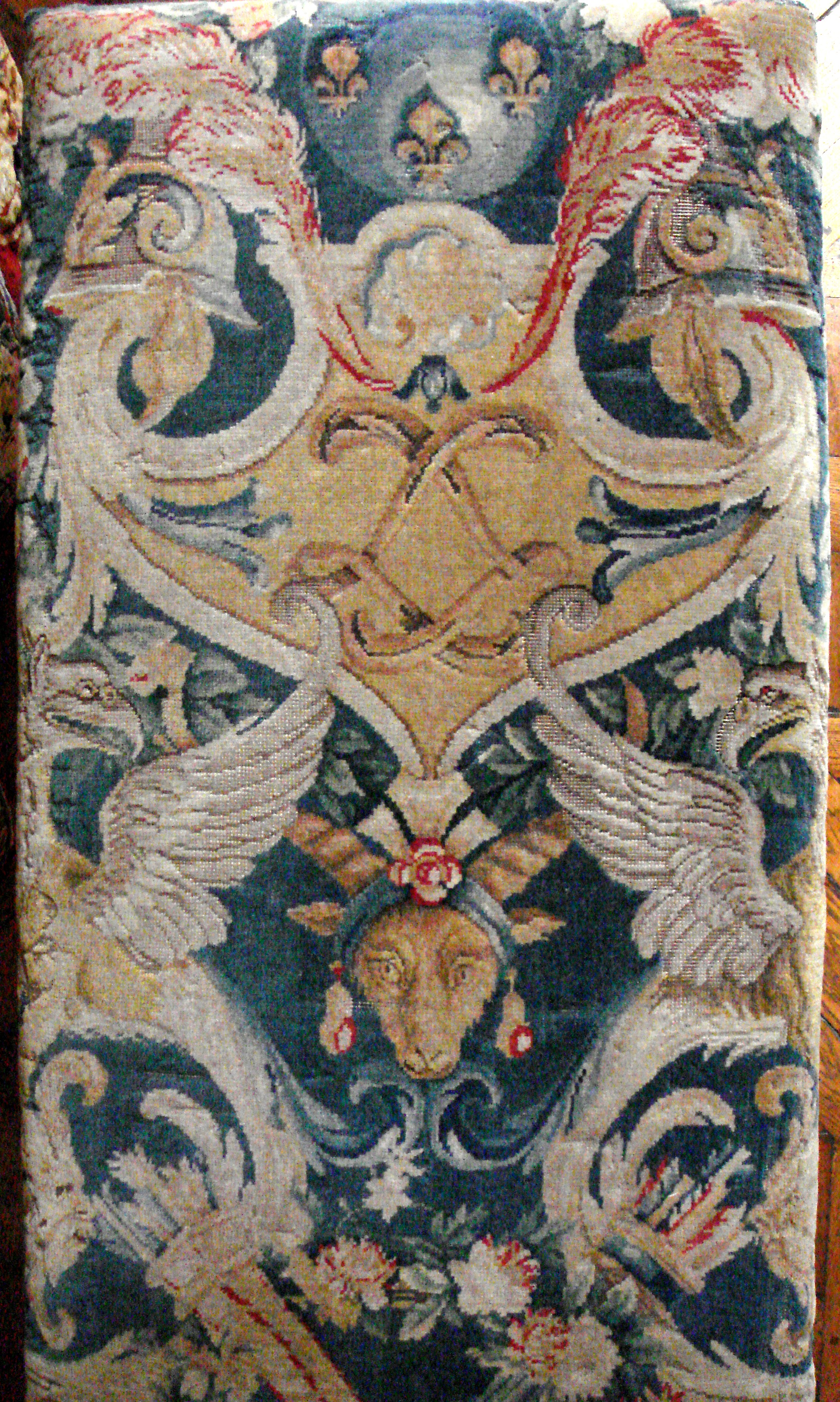
Tappezzeria della Savonnerie, XVIII secolo. Versailles.

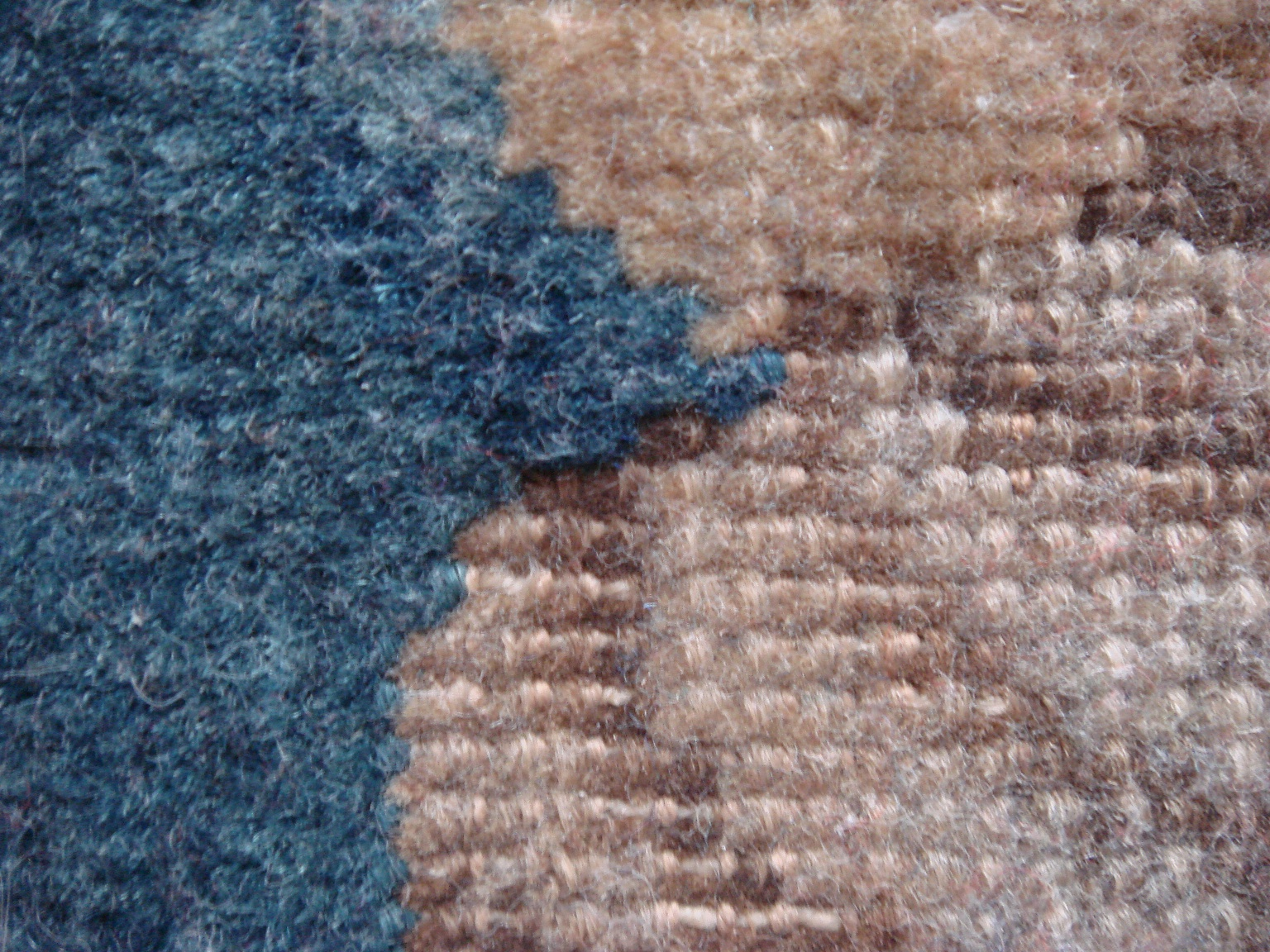
Dettaglio di tappeto Savonnerie.

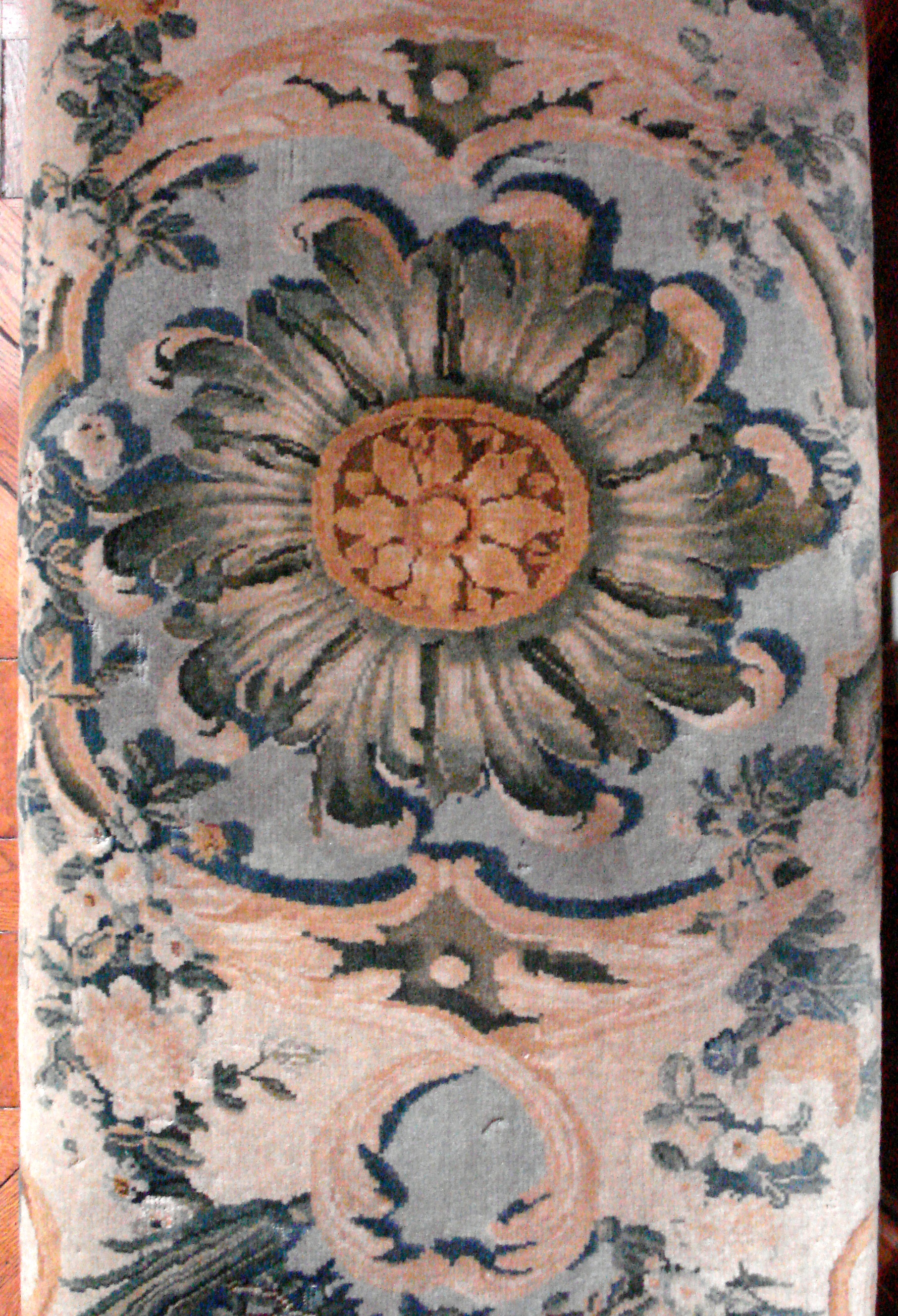
Tappezzeria della Savonnerie, XVIII secolo. Versailles.

La manifattura della Savonnerie era la più prestigiosa manifattura europea di tappeti annodati a pelo, godendo il suo maggior fulgore nel periodo 1650-1685; in quel periodo il timbro della manifattura veniva casualmente applicato a molti tappeti annodati fatti anche in altri centri. La manifattura ebbe origine in una fabbrica di tappeti creata in una dismessa fabbrica di sapone (in lingua francese savon) sul Quai de Chaillot a Parigi nel 1615 da  Pierre DuPont ritornato da Costantinopoli
Ottenuto un brevetto (privilège) di diciotto anni, nel 1627 fu confermato il monopolio, da Luigi XIII, a DuPont e al suo ex apprendista Simon Lourdet, produttori di tappeti façon de Turquie ("alla maniera della Turchia"). Fino al 1768, i prodotti della manifattura rimasero esclusivamente di proprietà della Corona ed erano fra i maggiori doni diplomatici francesi; gli ambasciatori di Russia, Spagna, Danimarca, Siam e anche uno strano non ufficiale ambasciatore di Persia furono omaggiati di tappeti di Savonnerie.
I tappeti erano realizzati in lana e seta, in alcuni piccoli dettagli, annodati con circa novanta nodi per pollice quadrato. Alcuni dei primi modelli di tappeti imitavano, a grandi linee, i tappeti persiani, ma lo stile Savonnerie si affermò presto con disegni più prettamente francesi, medaglioni incorniciati o stemmi, fiori densamente ammassati in mazzi o fogliame frondoso, contro il blu profondo, il nero o profondi motivi marroni, all'interno dei bordi.

## Storia della manifattura
La pre-storia della fabbrica della Savonnerie ebbe radici nelle preoccupazioni di Enrico IV di far rivivere le arti francesi del lusso, andate perse nei disordini della violenza civile delle guerre di religione. L'argento francese veniva trasferito nel Levante e in Persia per l'acquisto di tappeti annodati a pelo. Tra gli artigiani a cui il re forniva studi e laboratori, nelle gallerie del Louvre, vi era Pierre Dupont. La Stromatourgie, ou Traité de la Fabrication des tapis de Turquie ("Trattato sulla produzione di tappeti turchi", Parigi 1632) fu una delle prime fonti di informazioni sulla produzione di tappeti francesi agli inizi del XVII secolo (Standen).
Dupont e Lourdet ebbero una lite che durò fino alla successiva generazione. I lavoratori erano bambini orfani forniti dal'Hospital de Bon Port, e Lourdet acquisì il possesso dell'immobile in cui era ospitata una fabbrica di sapone, mentre Dupont continuò a operare presso la Galeries du Louvre fino alla sua morte nel 1640. Le due manifatture si svilupparono entrambe, fornendo, sia al Cardinale Mazzarino che ad Anna d'Austria, tappeti a pelo e arazzi, con orgoglio realizzati façon de France (alla francese).
I migliori tappeti della Savonnerie furono prodotti sotto il nuovo marchio concesso nel 1664. Il contratto fu per il solo Lourdet; Louis Dupont continuò a occupare il suo laboratorio reale al Louvre fino al 1671, quando la sua manifattura venne spostata alla Savonnerie, indipendente da quella gestita dalla vedova di Lourdet. 
La direzione generale era di Jean-Baptiste Colbert, organizzata per linee generali simili a quelle dei Gobelins. Venne commissionata una serie di tredici tappeti per la Galerie d'Apollon e novantatré per la Grande Galerie del Louvre (la Grande Galerie à Bord de l'Eau che oggi è la lunga galleria dei dipinti del Louvre). Furono tutti completati nel 1683, ma non vennero mai utilizzati da Luigi XIV poiché la sua attenzione fu rivolta a Versailles, mentre la Grande Galleria veniva ora utilizzata per la visualizzazione di mappe e piani di fortificazioni invece di essere adibita a dimora reale. Tuttavia venne spesa una fortuna per la loro fabbricazione. Vennero realizzati su disegni del pittore del re Charles Le Brun che disegnò i cartoni, poi realizzati in scala naturale da due pittori dei Gobelins. Le Brun, nel frattempo, stava realizzando degli affreschi sul soffitto delle stesse gallerie. La tessitura iniziò nel 1668 e i primi tappeti per la Grande Galerie vennero consegnati verso la fine di quell'anno (catalogo Wrightsman n. 277). Trentacinque tappeti rimangono oggi nella French Mobilier National.
Nel suo periodo di massimo splendore, la Savonnerie prendeva sessanta orfani, di età compresa tra i 10-12 anni, come apprendisti per sei anni; alla fine del periodo a uno di essi sarebbe stato concesso il controllo del gruppo, mentre gli altri sarebbero rimasti come operai. Ai ragazzi veniva insegnata l'arte del disegno e della pittura da un pittore della Académie che veniva mensilmente ad ispezionare i loro progetti. Più tardi, sotto le ristrettezze finanziarie derivanti dalle guerre di Luigi XIV, la Savonnerie cadde in oblio, la gestione venne unita a quella dei Gobelins sotto la guida dell'architetto degli edifici del re, Robert de Cotte, i lavoratori spesso rimanevano senza salario e i telai lavoravano al minimo delle possibilità fino al 1712, quando venne creata una Manufacture Royale.
Durante il XVIII secolo vennero fatti alcuni tentativi per aggiornare la manifattura con il recupero dei vecchi disegni, alleggerendo e schiarendo i colori e con l'introduzione di elementi rococò. Nel tardo XVIII secolo, la Savonnerie produsse pannelli e arazzi. La Rivoluzione portò all'eliminazione di corone reali, cifrari della fabbrica e fleurs-de-lys dai tappeti che rimasero come memoria di feudalesimo. Il rilancio della Savonnerie fu dovuto al patrocinio di Napoleone che commissionò tappeti in stile impero dopo il 1805. Nuovi disegni vennero approntati da Percier and Fontaine e i vecchi disegni vennero trasferiti nelle collezioni del nuovo Museo del Louvre. Nel 1825 la Savonnerie venne incorporata nella manifattura dei Gobelins ponendo fine alla sua indipendenza.